# Mariene ecoregio Sint-Helena en Ascension
De Mariene ecoregio Sint-Helena en Ascension (78) (Engels: St. Helena and Ascension Islands marine ecoregion) is een biogeografische regio en ligt in het zuidelijke deel van de Atlantische Oceaan in de Mariene provincie Sint-Helena en Ascension (15) in het Marien rijk Tropische Atlantische Oceaan. De mariene ecoregio is vastgesteld door het World Wide Fund for Nature en The Nature Conservancy en is vernoemd naar Sint-Helena en Ascension.
Het gebied grenst niet aan andere mariene ecoregio's.

## Geografie
De mariene ecoregio ligt in het zuidelijke deel van de Atlantische Oceaan rond de eilandengroep Sint-Helena en Ascension in het Brits eilandterritorium Sint-Helena, Ascension en Tristan da Cunha en bestaat uit twee gebieden. Het noordelijke gebied ligt rond Ascension, het zuidelijke rond Sint-Helena.
Door het gebied stroomt de Atlantische Zuidequatoriale stroom, onderdeel van de Zuid-Atlantische gyre.

## Biogeografie
Het gebied kent zeeleven dat houdt van tropische temperaturen.